# Usina termelétrica Nova Piratininga
A Usina termelétrica Nova Piratininga é uma usina de energia localizada na cidade de São Paulo.

## Histórico
Em 12 de abril de 2001, por meio da Resolução n° 142, a ANEEL autorizou a Petrobras a estabelecer-se como produtor independente de energia elétrica mediante a implantação e exploração da UTE Nova Piratininga localizada no município de São Paulo (SP).
Em janeiro de 2001, iniciou-se o processo para usar progressivamente o gás natural como combustível na antiga Usina Termelétrica Piratininga por ser mais vantajoso ambientalmente. Em consórcio da Empresa Metropolitana de Águas e Energia (EMAE) juntamente com a Petrobras, a usina veio a passar por uma modernização e renovação. O investimento foi estimado em US$ 300 milhões.
Em maio de 2001, as obras civis da Nova Piratininga tiveram início, encomendadas pelo consórcio Petrobras/EMAE.
O término da construção em ciclo aberto a gás se deu em dezembro de 2003.
No dia 31 de dezembro de 2004, as quatro turbinas a gás da UTE Nova Piratininga receberam declaração de operação comercial, entrando em operação em janeiro.
Em março de 2006, foram concluídos os comissionamentos das unidades 3 e 4 da Usina Termelétrica Piratininga para operarem em ciclo combinado com as caldeiras de recuperação das turbinas a gás da UTE Fernando Gasparian (como era chamada a atual Nova Piratininga). A inauguração do fechamento do ciclo combinado se deu em janeiro de 2007.
O complexo termelétrico das duas usinas foi o primeiro no estado de São Paulo movido a gás natural.

## Operação
A usina é movida a 4 turbogeradores, com capacidade instalada de 386 MW, e tem como proprietária a Petrobrás.
As unidades geradoras 3 e 4 da Usina Termelétrica Piratininga operam em ciclo combinado com a UTE Nova Piratininga.